# Scott Nydam
Scott Nydam (Denver, Colorado, 9 april 1977) is een Amerikaans voormalig professioneel wielrenner. Hij kwam zijn gehele professionele carrière, van 2007 tot 2010, uit voor BMC Racing Team.
Hij is de vaste trainingspartner van Levi Leipheimer.

## Overwinningen
2007
- 2e etappe, deel B Giro del Friuli Venezia Giulia (Ploegentijdrit, met Ken Hanson, Jonathan Garcia, Ian McKissick en Jackson Stewart)
- Criterium van Patterson Pass

2008
- Bergklassement Ronde van Californië

## Grote rondes
Geen